# Codice ATC J02
Il codice ATC J02 "Antimicotici per uso sistemico" è un sottogruppo del sistema di classificazione Anatomico Terapeutico e Chimico, un sistema di codici alfanumerici sviluppato dall'OMS per la classificazione dei farmaci e altri prodotti medici. Il sottogruppo J02 fa parte del gruppo anatomico J, farmaci antinfettivi ad uso sistemico.
Codici per uso veterinario (codici ATCvet) possono essere creati ponendo la lettera Q di fronte al codice ATC umano: QJ02... I codici ATCvet senza corrispondente codice ATC umano sono riportati nella lista seguente con la Q iniziale.
Numeri nazionali della classificazione ATC possono includere codici aggiuntivi non presenti in questa lista, che segue la versione OMS.

## J02A Antimicotici per uso sistemico

### J02AA Antibiotici
J02AA01 Amfotericina B
J02AA02 Achimicina

### J02AB Imidazolo derivati
J02AB01 Miconazolo
J02AB02 Ketoconazolo
QJ02AB90 Clotrimazolo

### J02AC Triazolo derivati
J02AC01 Fluconazolo
J02AC02 Itraconazolo
J02AC03 Voriconazolo
J02AC04 Posaconazolo
J02AC05 Isavuconazolo

### J02AX Altri antimicotici per uso sistemico
J02AX01 Flucitosina
J02AX04 Caspofungina
J02AX05 Micafungina
J02AX06 Anidulafungina